# Terra de Nansen
La Terra de Nansen és una península situada a la part septentrional de Groenlàndia, dins el Parc Nacional del Nord-est de Groenlàndia. Es troba al nord-est de la Terra de Freuchen, a l'est de l'illa Sverdrup, a l'oest de l'illa Jensen Occidental i la Terra d'Amundsen.
La península està delimitada a l'oest pel Mascart Sound, al sud-oest pel fiord J.P. Koch i a l'est pel Brainard Sound i el fiord Thomas Thomsen. Al sud-est hi ha la glacera de Hans Tausen i al sud el Sirius Passet, una àmplia vall que uneix a la zona on la península està adherida a la part continental. L'interior és muntanyós, amb muntanyes que s'eleven fins als 1.320 metres al seu centre.
La Terra de Nansen Terra porta el nom d'explorador de l'Àrtida Fridtjof Nansen.